# ちょ
『ちょ』は、B-DASHの2枚目のシングル。2002年6月26日にXTRA LARGE RECORDSより発売された。

## 概要
- メジャーデビューシングル。
- CDエクストラ仕様。

歌詞は意味不明な言語が並ぶが、カッコいい英語の曲風で作成された。

## 収録内容
| 全作詞・作曲: GONGON、全編曲: B-DASH。 |                                                                  |        |            |      |
| #                                      | タイトル                                                         | 作詞   | 作曲・編曲 | 時間 |
| 1.                                     | 「ちょ」(テレビ朝日『ぷらちなロンドンブーツ』エンディングテーマ) | GONGON | GONGON     | 3:18 |
| 2.                                     | 「sunday monday」                                                | GONGON | GONGON     | 3:26 |
| 3.                                     | 「炎 (LIVE VERSION)」                                            | GONGON | GONGON     | 2:58 |
| 合計時間:                              | 合計時間:                                                        | 9:42   |            |      |

## 収録アルバム
| 曲名 | アルバム名                          | 発売日         | 備考                  |
| ---- | ----------------------------------- | -------------- | --------------------- |
| ちょ | 『ぽ』                              | 2002年8月7日   | 2ndスタジオ・アルバム |
| ちょ | 『B-DASH BEST』                     | 2004年10月14日 | 1stベスト・アルバム   |
| ちょ | 『LEAD SONG COLLECTION』            | 2007年5月16日  | 2ndベスト・アルバム   |
| ちょ | 『オールタイムベスト』              | 2010年3月17日  | 3rdベスト・アルバム   |
| ちょ | 『TOYOTA BIG AIR 10th Anniversary』 | 2005年12月21日 | オムニバス・アルバム  |